# Video inmersivo

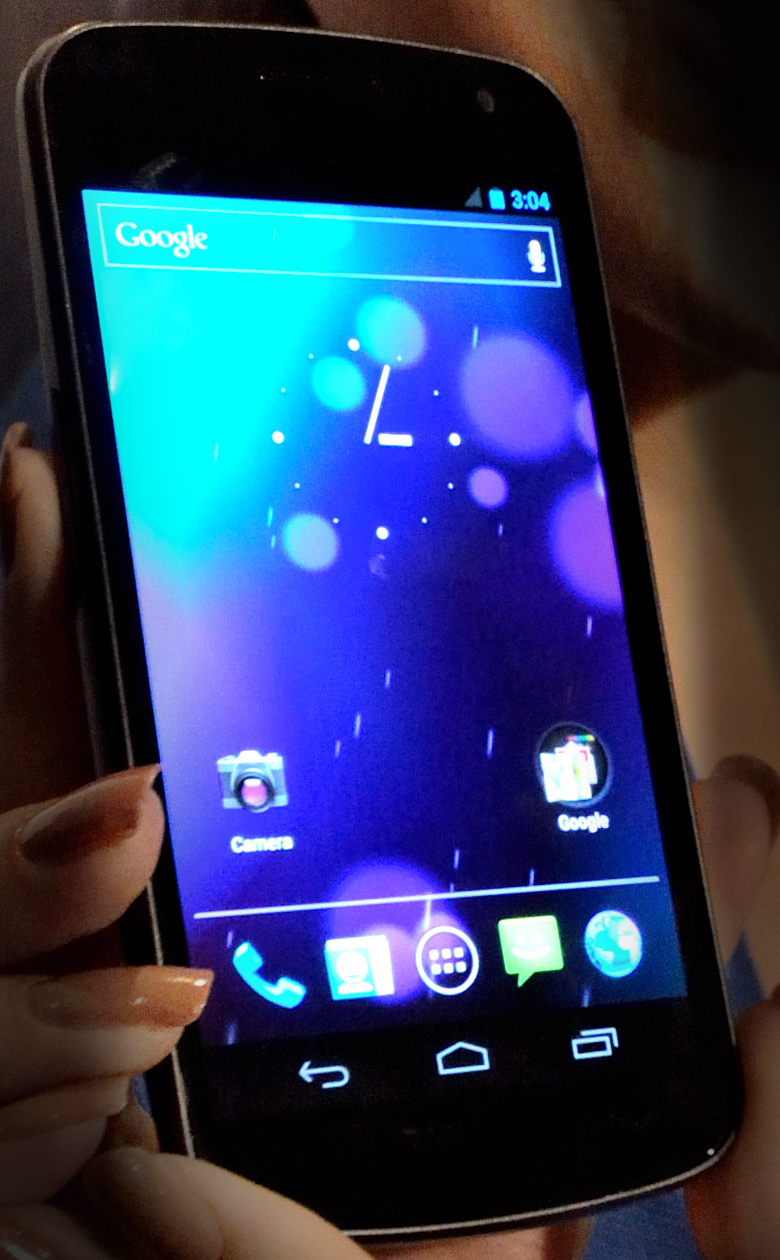
El Galaxy Nexus, ejemplo de teléfono móvil adaptable con un accesorio para crear videos inmersivos

Videos inmersivos, también conocidos como videos 360º o videos esféricos, son videos creados con una panorámica que graba en todas las direcciones al mismo tiempo. En el caso de videos basados en imágenes reales la cámara puede grabar en todas las direcciones al mismo tiempo, cámara omnidireccional o el video se conforma de la unión de imágenes grabadas por distintas cámaras orientadas en direcciones complementarias y conocidas. Adicionalmente, el espectador tiene control de la dirección de visualización en tiempo real, generando una especie de realidad virtual que evoluciona en el tiempo.

## Creación
Hay distintos procedimientos para la generación de videos inmersivos basados en imágenes reales. El primero consiste en el uso de cámaras panorámicas especialmente definidas para este tipo de videos. La segunda consiste en la utilización de conjuntos de cámaras especialmente acopladas para este fin, habitualmente en anillos. En este segundo caso, posteriormente a la grabación, se debe de utilizar un software de edición de video específico para unir los fotogramas recogidos por cada cámara. Algunos ejemplos de software de estas características son: Autopano Video o VideoStitch.
En el caso de imágenes generadas por ordenador, el procedimiento es más sencillo dado que la mayoría de softwares específicos para crear imágenes 3D por ordenador cuentan con funcionalidades o añadidos específicos para que la cámara grabe imágenes panorámicas.
Con la introducción de esta tecnología de Realidad Virtual a las populares redes sociales de Facebook y YouTube, se ha abierto todo un mercado. Tanto usuarios como marcas están apostando desde el año 2005 en crear contenidos inmersivos para que el televidente viva toda una experiencia virtual con estos.
Dada la novedad de esta tecnología, hay todavía algunos aspectos que no están completamente resueltos en cuanto a la calidad de la experiencia de visualización. Por ejemplo, la unión de los fotogramas provenientes de distintas cámaras puede dar lugar a la aparición de costuras o líneas en las que el ojo humano distinga cambios de iluminación. Además, se abren interesantes oportunidades relativas a la demanda de nuevas aplicaciones de estos videos, tales como la visualización de más de un punto de vista simultáneamente, la definición por parte de cada usuario de preferencias de visualización o su visualización en dispositivos de naturaleza muy heterogéneas.

## Visualización
La visualización de esta tipología de videos requiere de reproductores de video que incluyan algún tipo de control de la dirección de visionado y, adicionalmente, de la velocidad de visionado. En el caso de dispositivos móviles como tabletas o teléfonos inteligentes es el propio dispositivo en su conjunto, equivalentemente su movimiento, el que indica la dirección de visualización. En el caso de ordenadores conectados a dispositivos adaptados al movimiento de la cabeza, o casco de realidad virtual, es el movimiento de la cabeza. En cualquier caso los sensores que definen la orientación suelen ser acelerómetros/giróscopos o sensores de infrarrojos incorporados en estos dispositivos. Si la visualización se hace sobre una pantalla 2D el reproductor de video suele incorporar unos botones para cambiar el punto de vista, como es en el caso de Youtube.

## Videos musicales
Varios videos musicales se han hecho en 360°, el artista Beck (músico), fue uno de los primeros en utilizar estas técnicas en sus espectáculos, interpretando en 2013 la canción de David Bowie "Sound and Vision", para lo cual con el realizador Chris Milk creó una experiencia inmersiva, en la que el espectador podía navegar por distintos espacios del espectáculo. la cantante Anni B Sweet  lanzó en 2015 el videoclip Chasing Illusions dirigido por Inés de León y producido por Iralta, siendo una de las primeras artistas españolas en emplear esta técnica en sus videoclips.

## Publicaciones relacionadas
- Redefining space in immersive films: narrative fiction 360º videos[3]
- Vídeos 360º narrativos: propuesta de un modelo de análisis[4]
- La utilización del punto de vista en la realidad virtual cinematográfica[5]
- Estudio del Lenguaje Audiovisual en los Filmes de Realidad Virtual: Vídeos de 360º Narrativos de Ficción[6]
- Ensayo sobre la importancia del lenguaje audiovisual en los filmes inmersivos y narración de ficción[7]